# Johann Smidt

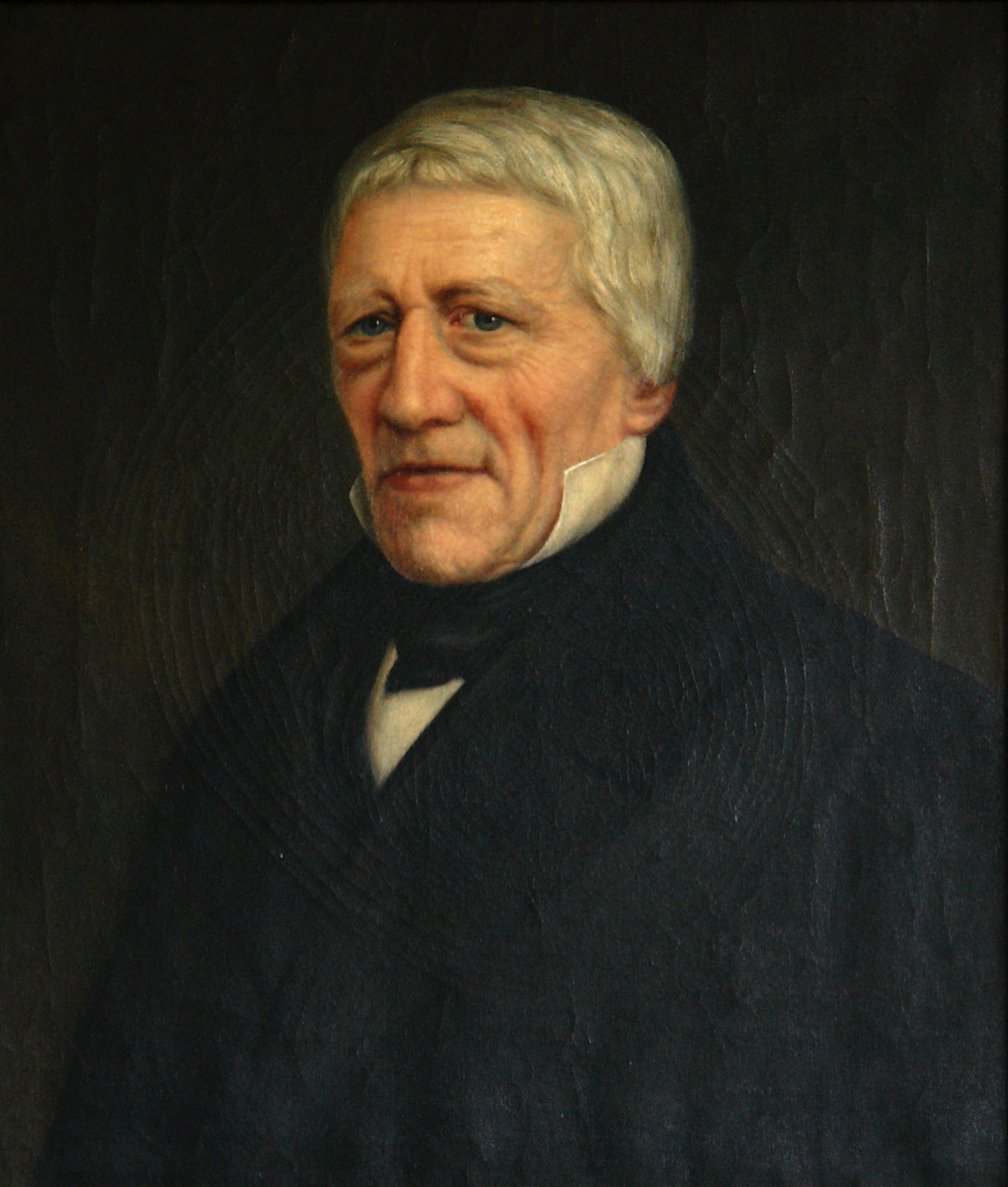
Bürgermeister Johann Smidt, um 1848

Johann Smidt (* 5. November 1773 in Bremen; † 7. Mai 1857 in Bremen) war ein deutscher Politiker und Theologe, der vor allem in der Hansestadt Bremen wirkte. Er war Gründer von Bremerhaven und gilt als einer der bedeutendsten Staatsmänner von Bremen. Als Delegierter beim Wiener Kongress setzte er sich erfolgreich für den Beibehalt der Selbstständigkeit der Hansestädte ein.
In jüngerer Zeit werden jedoch seine antisemitische Haltung und sein entsprechendes politisches Handeln zunehmend kritisch gesehen. 

## Biografie

### Familie, Jugend und Ausbildung
Smidt war der Sohn des gleichnamigen, auch Johannes Smith (1712–1796) genannten Pastors der St. Stephanikirche in Bremen. Er absolvierte das Gymnasium Illustre. Nach dem Abitur studierte er ab 1792 in Jena Theologie. Er war dort Gründungsmitglied der Gesellschaft der freien Männer. 1794 bestand er sein „Kandidatenexamen“ in Bremen und setzte sein Studium dann in Jena fort. 1797 wurde er in Zürich zum Predigtamt ordiniert.
Smidt heiratete 1798 Johanne Wilhelmine Rhode (1777–1848), Tochter von Johann Conrad Rhode, dem Eigentümer der Sonnen-Apotheke in der Sögestraße Nr. 37 (heute 18). Beide wohnten hier von 1804 bis 1821. Sie hatten zehn Kinder, von denen sie sechs überlebten. Ihr Sohn Heinrich Smidt (1806–1878) war Senator in Bremen.

### Früher Aufstieg
Smidt wurde danach Professor für Philosophie und Geschichte am Gymnasium illustre in Bremen. Er war darauf Syndikus der Elterleute in Bremen. 1799 gründete er das Hanseatische Magazin. Er wurde Mitglied im Bremer Bürgerconvent als Vorläufer der Bremer Bürgerschaft. Mit nur 27 Jahren wurde er 1800 überraschend zum Ratsherrn von Bremen gewählt. Ab 1806 war er für Bremen zunehmend außenpolitisch tätig. 1811 – Bremen war Teil des französischen Kaiserreichs – vertrat er in Paris bremische Interessen und huldigte zugleich Napoleon. Er nahm Einfluss auf die Entwicklung der Hansestädte in staatlicher und kommerzieller Hinsicht. 1811 gab er kurzzeitig sein Senatorenamt auf, um als Notar zu wirken.

### Smidt als Senator

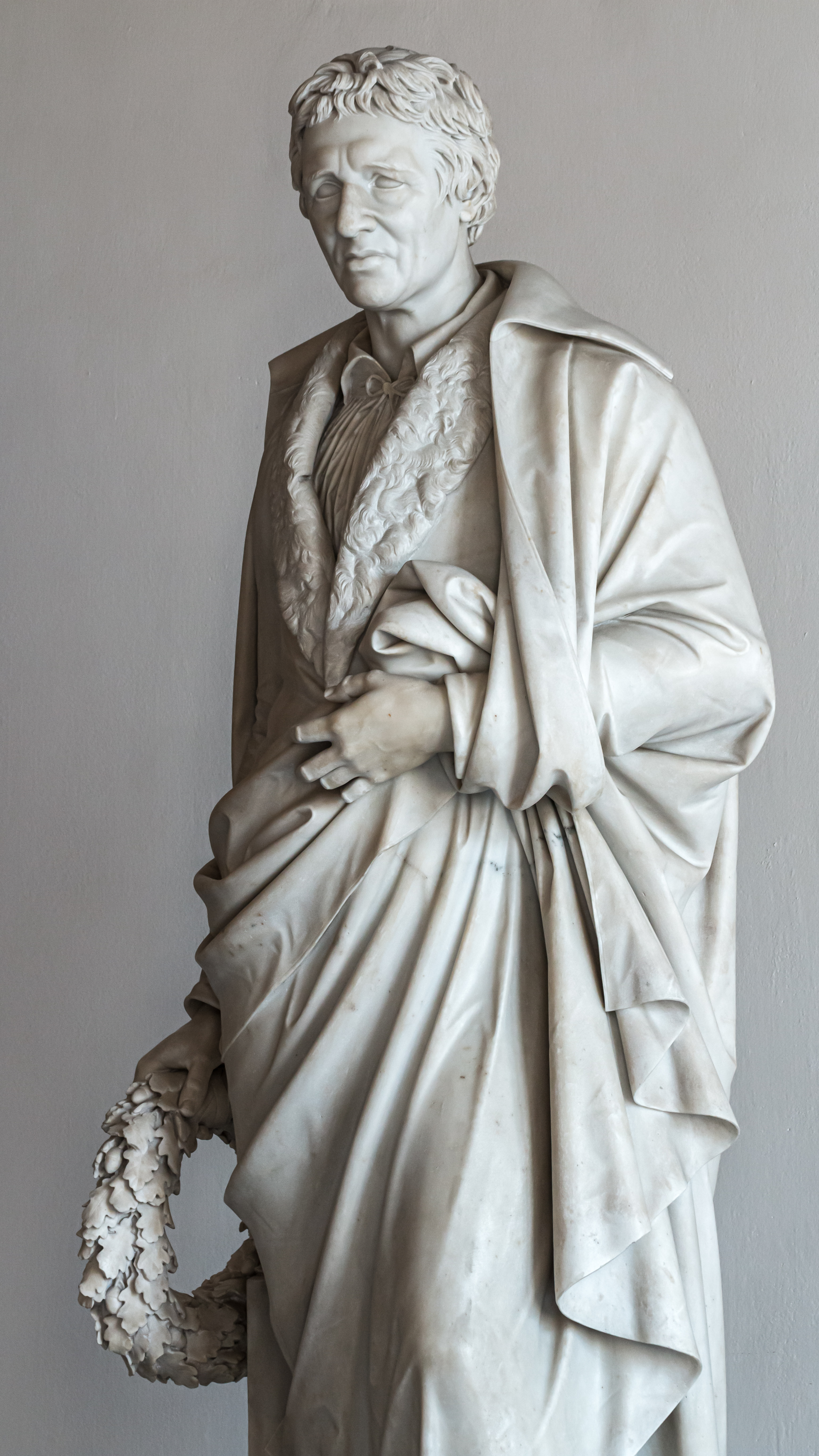
Johann Smidt Statue von Carl Steinhäuser im Neuen Rathaus in Bremen

Nach der Völkerschlacht bei Leipzig 1813 verhandelte er mit dem russischen Generalmajor Freiherr Friedrich Karl von Tettenborn – der gerade Bremen besetzte – über die Neuerrichtung eines Bremer Staates. Tettenborn setzte 1813 in Bremen einen provisorischen Senat mit sieben Senatoren ein. Smidt war nun Senator für die auswärtigen Angelegenheiten Bremens. Er reiste ab Ende November 1813 über ein halbes Jahr, zumeist dem Großen Hauptquartier der Alliierten folgend, über Frankfurt am Main nach Freiburg im Breisgau, Basel, Troyes und Paris, um über den künftigen Status Bremens zu verhandeln. Von September 1814 bis Juni 1815 vertrat Smidt als Delegierter beim Wiener Kongress die bremischen Interessen und erreichte den Erhalt der Selbständigkeit der Hansestädte sowie ihre Aufnahme in den Deutschen Bund. Auf Smidts Betreiben wurde in der letzten Beratungssitzung zur Deutschen Bundesakte bei der Regelung über die Rechte der Juden der Text „Es werden den Bekennern des jüdischen Glaubens die denselben in den einzelnen Bundesstaaten bereits eingeräumten Rechte erhalten“ geringfügig, aber folgenschwer geändert in: „Es werden den Bekennern des jüdischen Glaubens die denselben von den einzelnen Bundesstaaten bereits eingeräumten Rechte erhalten.“ Da der französische, und nicht der bremische Staat die Juden Bremens emanzipiert hatte, widerrief Bremen – wie viele andere Bundesstaaten – die Emanzipation der Juden.
Ab November 1815 war Smidt bremischer Gesandter der Bundesversammlung in Frankfurt am Main. Hier bekämpfte er die Metternichsche Politik. Er war bis 1820  bei den Verhandlungen tätig, welche die freie Weserschifffahrt begründeten und die damit verbundene Aufhebung des vom Großherzogtum Oldenburg erhobenen Elsflether Weserzolls.

### Smidt als Bürgermeister

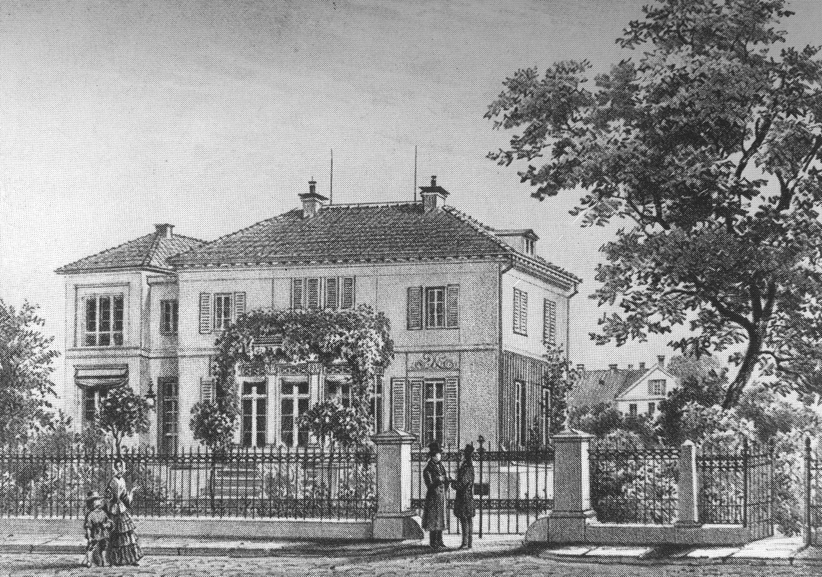
Smidts Wohnhaus an der Contrescarpe im Jahre 1848

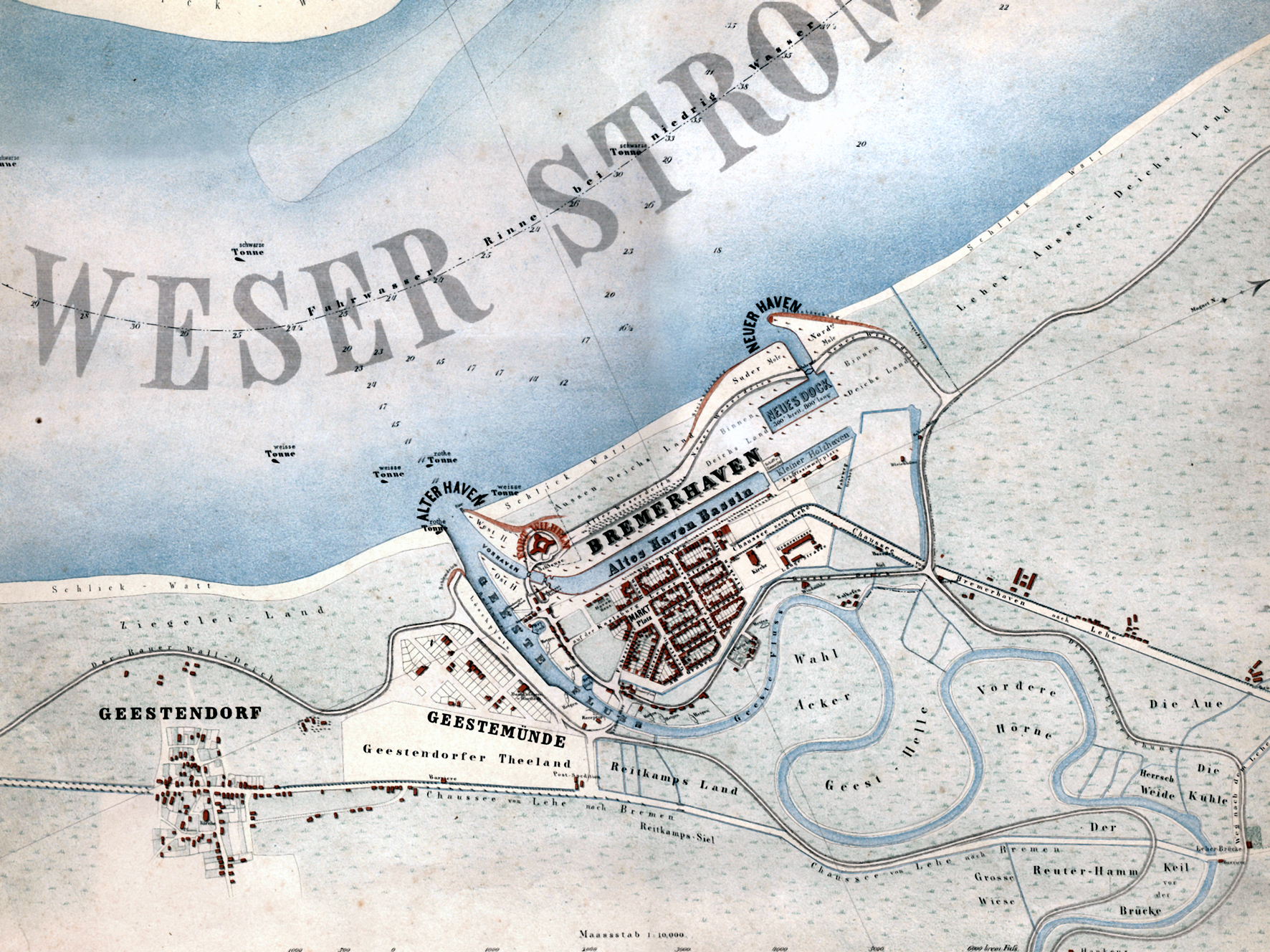
Bremerhaven 1849

1821 wurde Smidt einer von vier Bremer Bürgermeistern und er blieb in diesem Amt bis zu seinem Tod. Im Senat war er weiterhin für die auswärtigen Angelegenheiten Bremens zuständig und verblieb auch bis 1854 der Vertreter von Bremen in der Frankfurter Bundesversammlung. 1848 trat das Vorparlament unter seiner Leitung als Alterspräsident zusammen.
Smidt gab dem Handel Bremens wichtige Impulse. Da die Stromverhältnisse der Unterweser es verhinderten, dass die Seeschiffe Bremen erreichen konnten, plante Oldenburg den Ausbau des Hafens von Brake. Smidt kaufte vom Königreich Hannover ein Stück Land an der Geestemündung und Bremerhaven wurde im Jahr 1827 gegründet. Der „Alte Hafen“ wurde 1830 als künstliches Hafenbecken fertiggestellt.
Er konnte durch den Abschluss vorteilhafter Handelsverträge mit fremden Ländern die Ausbreitung der konsularischen Vertretung erreichen. Der sehr konservative Smidt konnte 1849 nicht verhindern, dass sich Bremen eine demokratischere und liberale Verfassung gegeben hatte. Nach der Restauration des Deutschen Bundes erreichte Smidt mit dessen Hilfe, dass die demokratischen Errungenschaften auch in Bremen wieder abgeschafft wurden und es bei der Vormachtstellung des auf Lebenszeit gewählten Senats blieb. 1854 wirkte er mit bei der neuen Verfassung mit ihrem Achtklassenwahlrecht und der starken Stellung der bremischen Kaufmannschaft (siehe auch: Geschichte der Stadt Bremen). In den Jahren 1850, 1853, 1855 und 1857 war er Präsident des Senats.
Unrühmlich ist Smidts Ablehnung von Juden und Lutheranern in Bremen. Nachdem er sich erfolgreich zugunsten einer Rechtsgrundlage für den Widerruf der Emanzipation der Juden Bremens eingesetzt hatte (s. o.), betrieb er seit 1821 die „völlige Austreibung der Kinder Israels“ als eine „angelegentliche Staatssorge“. In seinem Antijudaismus betrachtete er die Juden als „Fremdkörper in einem christlichen Staatswesen“. 1826 hatte er sein Ziel bis auf zwei im Rahmen einer Gebietsübernahme vom Königreich Hannover übernommene Schutzjuden erreicht. Der lutherischen Domgemeinde, die mit der Domfreiheit 1803 an den damals noch calvinistischen bremischen Staat gefallen war, bestritt Smidt bis 1830 den Status einer Gemeinde und ihr Vermögen an bebauten und unbebauten Grundstücken.
Smidt starb 1857, wurde auf dem Herdentorsfriedhof beerdigt und 1891 auf den Riensberger Friedhof umgebettet. Smidt war einer der bedeutendsten Staatsmänner von Bremen. Seine antijüdische und antisemitische Haltung sowie sein reaktionär-antidemokratisches Agieren haben jedoch sein Bild in der Geschichte getrübt.

## Ehrungen

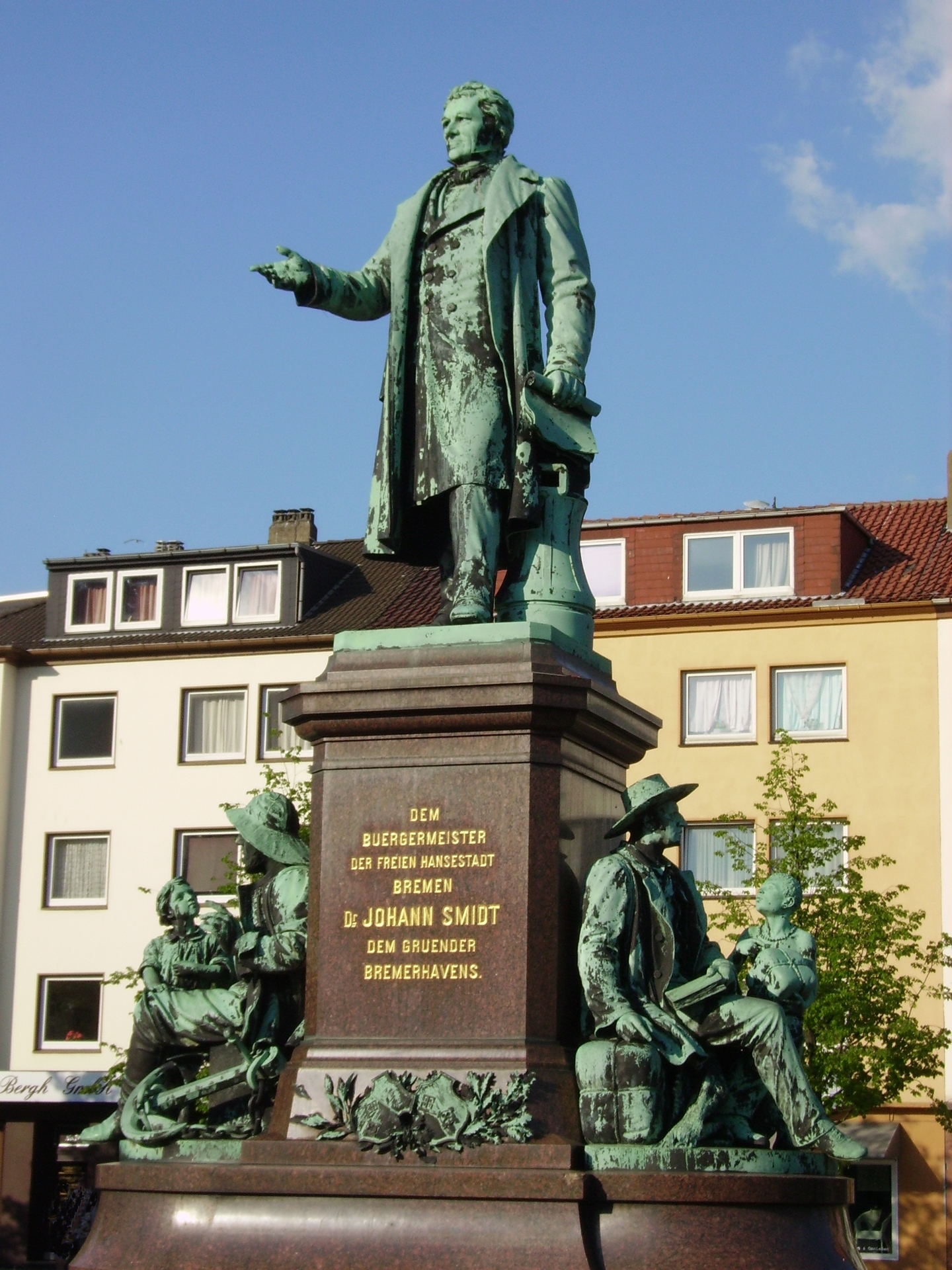
Bürgermeister-Smidt-Denkmal in Bremerhaven

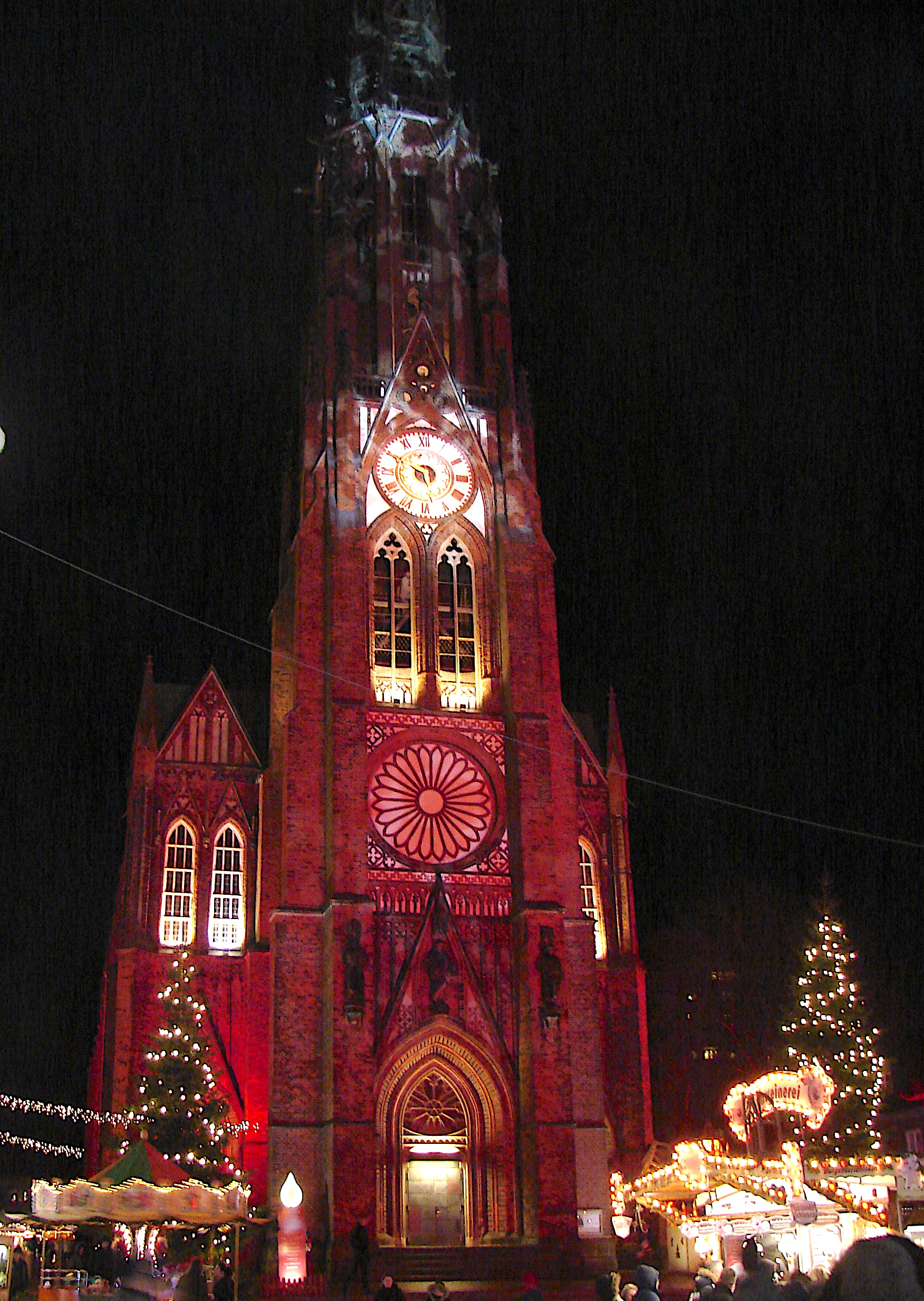
Bürgermeister-Smidt-Gedächtniskirche (2017)

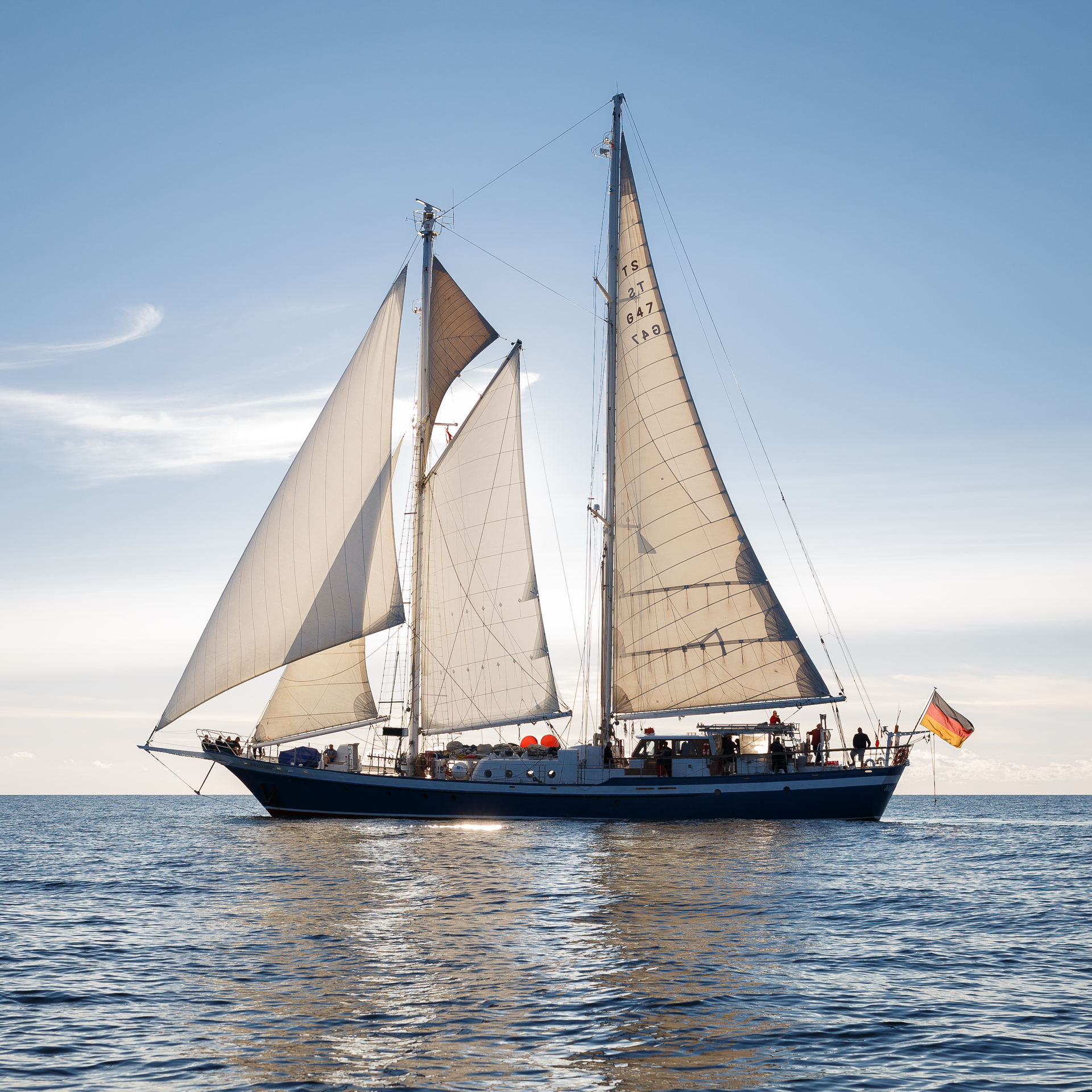
Das nach Smidt benannte Traditionsschiff Johann Smidt

- 1819 erhielt er als Dank für seinen Einsatz zum Erhalt der engen Zusammenarbeit und der Selbständigkeit der Hansestädte vom Senat der Hansestadt Lübeck einen großen silbernen Deckelpokal, den Smidts Nachkommen im frühen 20. Jahrhundert der Bürgermeister-Smidt-Gedächtniskirche in Bremerhaven stifteten und der heute im Historischen Museum Bremerhaven ausgestellt ist.
- 1829 wurde ihm Ehrendoktorwürde der Rechte der Universität Jena verliehen.
- Er erhielt 1841 die dritte Gedenkmünze Bene Merenti, die höchste Auszeichnung der Hansestadt Lübeck.
- In Bremen wurde er 1843 mit der ersten Bremischen Ehrenmedaille in Gold ausgezeichnet.
- In „Anerkennung der Hilfe nach dem großen Hamburger Brand“ wurde er 1843 von Hamburg zum achten Ehrenbürger ernannt.
- Eine Straße in Hamburg-Hamm wurde nach ihm benannt.
- Im ersten Stock des Bremer Rathauses befindet sich das 1848 vom Bildhauer Carl Steinhäuser gefertigte und 1860 eingeweihte Smidt-Denkmal.
- 1864 wurde in Bremerhaven die frühere Leher Heerstraße in Bürgermeister-Smidt-Straße umbenannt.
- Ab 1870 stand eine Sandsteinstatue von ihm an der Fassade Bürgermeister-Smidt-Straße Nr. 79 in Bremerhaven.
- Auf dem Theodor-Heuss-Platz in Bremerhaven befindet sich seit 1888 das bronzene Bürgermeister-Smidt-Denkmal vom Leipziger Bildhauer Werner Stein. Es ist heute ein Wahrzeichen der Stadt.
- Ab 1890 (bis?) gab es in Bremen-Schwachhausen eine Bürgermeister-Smidt-Straße.
- Die von ihm 1855 eingeweihte Kirche der Vereinigten Protestantischen Gemeinde in Bremerhaven, allgemein als Große Kirche bekannt, erhielt 1927 den Namen Bürgermeister-Smidt-Gedächtniskirche.
- 1945 wurde in Bremen die Bürgermeister-Smidt-Straße (früher Georg- bzw. Kaiserstraße) nach ihm benannt.
- In Bremen wurde 1952 die Bürgermeister-Smidt-Brücke nach ihm benannt.
- Nach ihm wurde 1989 der Gaffelschoner Johann Smidt benannt.